# Batalla de Barcelona (1642)
La batalla de Barcelona en 1642 fue uno de los episodios ocurridos durante la sublevación de Cataluña.

## Antecedentes
En la primavera de 1640, Francesc de Tamarit fue encarcelado acusado de no facilitar alojamientos a las levas acuarteladas en Cataluña. El 22 de mayo, los campesinos sublevados entraron en Barcelona y lo pusieron en libertad. El 7 de junio del mismo año, en el Corpus de Sangre, grupos de segadores entraron de nuevo en la ciudad y asesinaron al virrey de Cataluña Dalmau III de Queralt.
En septiembre, el ejército de Felipe IV ocupó Tortosa con la alianza señorial catalana y del obispo de la ciudad, que, como la totalidad de los obispos que ocupaban las sedes catalanas, era políticamente realista. La ocupación estuvo seguida de una durísima represión contra el pueblo sublevado. El 17 de enero de 1641, ante la alarmante penetración del ejército castellano, Pau Claris al frente de la Generalidad de Cataluña, proclamó la República Catalana, con la adhesión de la burguesía urbana descontenta por la presión fiscal, acordando una alianza político-militar con Francia. Para obtener la ayuda, Cataluña se ponía bajo la obediencia de Luis XIII de Francia. Pocos días después, con la ayuda del ejército francés, la Generalidad obtuvo una importante victoria militar en la batalla de Montjuic (26 de enero de 1641). Poco más tarde moría Pau Claris, y la difícil situación local e internacional, llevó a la Generalidad a proclamar conde de Barcelona y soberano de Cataluña al rey Luis XIII.
Las tropas franco-catalanas intentaron consolidar el dominio sobre las tierras de poniente y el sur de Cataluña asediando Tarragona, atacando Monzón, defendiendo Lérida y finalmente intentando recuperar Tortosa.

## La batalla
El 30 de junio de 1642 los españoles van avistar al grupo francés en el puerto de Barcelona, y a pesar del mal tiempo, atacaron. Después de tres días de combate, el grupo español se retiraría a Mallorca para hacer reparaciones.

## Consecuencias
La victoria en Barcelona, y la de unos meses más tarde en Cartagena serían decisivas para el dominio francés del Mediterráneo durante la Guerra de los Segadores y la Guerra de los Treinta Años.
- Datos: Q2888111